# Seznam guvernérů Utahu
Seznam guvernérů Utahu od jeho přistoupení k Unii v roce 1896. Z celkových sedmnácti guvernérů se na pozici nejdéle udržel Calvin L. Rampton (1965–1977). Nejmladší osobou, která byla do úřadu zvolena, byl Heber Manning Wells (36), nejstarším pak byl Simon Bamberger (70).
| #  | Guvernér                | Oficiální foto | od                | do                | strana        |
| -- | ----------------------- | -------------- | ----------------- | ----------------- | ------------- |
| 1  | Heber Manning Wells     |                | 6. ledna 1896     | 2. ledna 1905     | Republikánská |
| 2  | John Christopher Cutler |                | 2. ledna 1905     | 4. ledna 1909     | Republikánská |
| 3  | William Spry            |                | 4. ledna 1909     | 1. ledna 1917     | Republikánská |
| 4  | Simon Bamberger         |                | 1. ledna 1917     | 3. ledna 1921     | Demokratická  |
| 5  | Charles R. Mabey        |                | 3. ledna 1921     | 5. ledna 1925     | Republikánská |
| 6  | George Dern             |                | 5. ledna 1925     | 2. ledna 1933     | Demokratická  |
| 7  | Henry H. Blood          |                | 2. ledna 1933     | 6. ledna 1941     | Demokratická  |
| 8  | Herbert B. Maw          |                | 6. ledna 1941     | 3. ledna 1949     | Demokratická  |
| 9  | J. Bracken Lee          |                | 3. ledna 1949     | 7. ledna 1957     | Republikánská |
| 10 | George Dewey Clyde      |                | 7. ledna 1957     | 4. ledna 1965     | Republikánská |
| 11 | Calvin L. Rampton       |                | 4. ledna 1965     | 3. ledna 1977     | Demokratická  |
| 12 | Scott M. Matheson       |                | 3. ledna 1977     | 7. ledna 1985     | Demokratická  |
| 13 | Norman H. Bangerter     |                | 7. ledna 1985     | 4. ledna 1993     | Republikánská |
| 14 | Michael Leavitt         |                | 4. ledna 1993     | 5. listopadu 2003 | Republikánská |
| 15 | Olene S. Walker         |                | 5. listopadu 2003 | 3. ledna 2005     | Republikánská |
| 16 | Jon Huntsman, ml.       |                | 3. ledna 2005     | 11. srpna 2009    | Republikánská |
| 17 | Gary Herbert            |                | 11. srpna 2009    | 4. ledna 2021     | Republikánská |
| 18 | Spencer Cox             |                | 4. ledna 2021     | úřadující         | Republikánská |